# Karmirglukh
Karmirglukh är ett berg i Armenien.   Det ligger i provinsen Vajots Dzor, i den sydöstra delen av landet, 100 kilometer öster om huvudstaden Jerevan. Toppen på Karmirglukh är 2 315 meter över havet.
Terrängen runt Karmirglukh är bergig, och sluttar söderut. Runt Karmirglukh är det ganska glesbefolkat, med 28 invånare per kvadratkilometer.. Närmaste större samhälle är Jermuk, 3,2 kilometer öster om Karmirglukh. 
Trakten runt Karmirglukh består i huvudsak av gräsmarker.